# Glasgow Science Centre
Glasgow Science Centre er et teknisk museum og turistattraktion i Glasgow i Skotland. Centeret ligger på den sydlige bred af floden Clyde, og åbnede i 2001.
Centeret består af tre bygninger; en IMAX-biograf, det 127 meter høje Glasgow Tower og hovedbygningen, som indeholder selve det tekniske museum og et planetarium. Glasgow Tower har en rekord i Guinness Rekordbog som det højeste tårn i verden, som kan dreje 360° fra bund til top. Tårnet har også form som en flyvinge, og er datastyret sådan, at det vender sig mod vinden for at reducere luftmodstanden.